# Sacierges-Saint-Martin
Sacierges-Saint-Martin település Franciaországban, Indre megyében. Lakosainak száma 308 fő (2022. január 1.). Sacierges-Saint-Martin Chaillac, Chazelet, Dunet, Luzeret, Prissac, Roussines, Saint-Civran és Vigoux községekkel határos.

## Népesség
A település népessége az elmúlt években az alábbi módon változott:
| Lakosok száma | 523  | 375  | 350  | 338  | 315  | 316  | 318  | 325  | 319  | 308  |
|               | 1968 | 1982 | 1990 | 2006 | 2013 | 2015 | 2017 | 2019 | 2020 | 2022 |